# Joan Capó Bosch
Joan Capó Bosch, (Andratx, 20 de maig de 1923 - 7 de març de 1984), fou un teòleg i prevere. Germà de Jaume Capó Bosch.

## Biografia
Va estudiar al Seminari Conciliar de Mallorca. Es va llicenciar en Teologia, amb premi d'honor per la Pontifícia Universitat Gregoriana de Roma. Es va ordenar a Roma el 19 de març de 1947. A Mallorca era consiliari del Consell Diocesà de Joves d'Acció Catòlica, director del Secretariat Diocesà de Cursets de Cristiandat, director espiritual del Seminari Menor i director espiritual i professor de religió de l'Institut Ramon Llull. Durant molts d'anys i fins al 1957 va ser capellà de les Escolàpies. L'any 1957 va guanyar per oposició la càtedra de Teologia Dogmàtica del Seminari de San Pelagio de Còrdova i va ser canonge de la Catedral de Còrdova. Va ser capellà dels serveis religiosos de la Diputació Provincial de Còrdoba. Va impartir cursos de religió a la Universitat de Còrdova i va publicar obres, algunes de les quals varen ser traduïdes a l'anglès, italià o portuguès.
Va impulsar les emissions matinals de la ràdio "De colores".
Va anar a Colòmbia i altres països d'Amèrica i Europa.
El 1948 va elaborar el contingut teològic d'un curset d'animació religiosa, que té lloc el gener de 1949 i que fou un dels primers del moviment que posteriorment s'anomena dels Cursets de Cristiandat, que varen adquirir difusió internacional. Va ser (1950-1955) director del Secretariat Diocesà de Mallorca dels Cursets de Cristiandat.
Es manté apartat de l'activitat pública (1955-1957) per indicació del Bisbe de Mallorca, Jesús Enciso Viana. Va aprofitar l'avinentesa per estudiar i preparar oposicions. El 1957 obté per oposició la càtedra de Teologia dogmàtica del Seminari Conciliar de Sant Pelagi de Còrdova i el 1958, una canongia de la catedral d'aquesta ciutat, on desplega una intensa tasca d'ensenyament i de promoció i impuls dels Cursets de Cristiandat. Imparteix moltes conferències, plàtiques i comunicacions, que l'acrediten com a bon predicador. Escriu nombroses col·laboracions a la premsa de Mallorca, Còrdova i Madrid.
Publica "Teologia del Testimonio", "Espiritualidad Sacerdotal", "El Evangelio en la Merced", "Pequeñas historias de Cursillos de Cristiandad", "Hora de Dios", "Reunión de Grupo" (1964), "Cursillos de Cristiandad: la verdad sobre su origen histórico" (1969) i "Hacia una renovación de los Cursillos de Cristiandad" (1974). Té una entrada a la Gran Enciclopèdia de Mallorca i una altra a l'Enciclopèdia de Còrdova. El 1981 torna a Mallorca prejubilat per motius de salut. A partir d'aleshores deia la missa diària de les 11 h. a la parròquia de Sant Miquel (Palma).

## Obres
- Pequeñas Historias de la Historia de los Cursillos de Cristiandad.
- Líneas Básicas del Movimiento de Cursillos de Cristiandad.
- Cursillos de Cristiandad. La verdad sobre su origen histórico. 1969
- Hacia una renovación de los Cursillos de Cristiandad.
- Echad vuestras redes. 1965